# Kościół Santo Estêvão
Kościół Santo Estêvão (port: Igreja de Santo Estêvão) – kościół rzymskokatolicki w Lizbonie, w Portugalii. Znajduje się w parafii Santa Maria Maior.
Pierwotna świątynia pochodzi z XII wieku i została całkowicie przebudowana w 1733 w stylu barokowym oraz w orientacji północ-południe. W 1755 kościół ucierpiał w trzęsieniu ziemi, ponownie otwarto go dla wiernych w 1773 roku. W latach 30. XIX wieku przeprowadzono nowe prace konserwatorskie.
Został sklasyfikowany jako Pomnik Narodowy dekretem 5046 z 11 grudnia 1918.